# 特拉克斯頓 (密蘇里州)
特拉克斯頓（英語：Truxton）是位於美國密蘇里州林肯縣的村。

## 人口
根據2020年美國人口普查的數據，特拉克斯頓的面積為0.69平方千米，皆為陸地。當地共有人口59人，而人口密度為每平方千米86人。